# Ceratina triangulifera
Ceratina triangulifera is een vliesvleugelig insect uit de familie van de bijen en hommels (Apidae). De wetenschappelijke naam van de soort werd voor het eerst geldig gepubliceerd in 1914 door Theodore Dru Alison Cockerell.